# Vlag van Warga

Vlag van Warga

De vlag van Warga is het dorpsvlag van het Nederlandse dorp Warga, in de Friese gemeente Leeuwarden. Bij gemeenteraadsbesluit van 8 december 1985 zijn een wapen en een vlag vastgesteld voor de 18 dorpen van de voormalige gemeente Boarnsterhim. De vlag werd in 1986 geregistreerd.

## Beschrijving
De beschrijving van de vlag is als volgt:
Twee lengtebanen van blauw en wit, verhouding lengten 2:1; in de blauwe baan een gele schaats.
De kleuren zijn afkomstig van het dorpswapen.

## Symboliek

Schaats: verwijst naar de productie van schaatsen in Warga.